# Facepalm

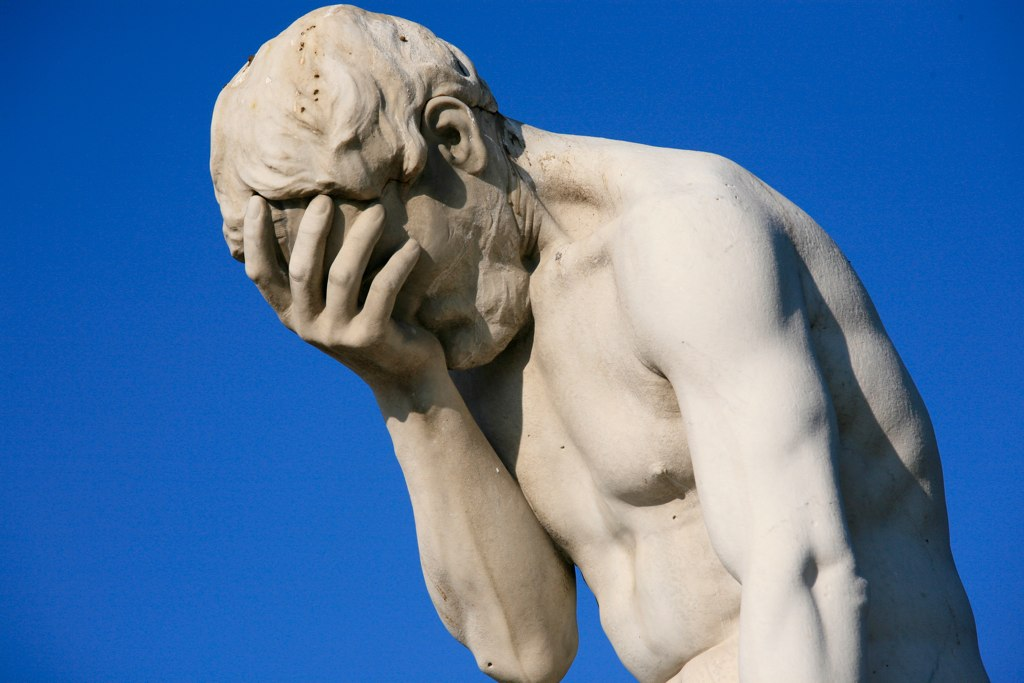
Статуя Каїна у саду Тюїльрі, Париж. Скульптор Анрі Відаль, 1896

Facepalm (англ. face — обличчя, palm — долоня, 
англійська вимова: [feɪs'pɑːm]) — ляск по чолу, популярний онлайн-вираз у вигляді фізичного жесту. Більш широко відоме трактування виразу: «обличчя, закрите однією рукою», жест відомий у багатьох культурах як прояв розчарування, сорому, зневіри, роздратування або збентеження. 
У Інтернет-обговореннях термін використовується як вираз безнадійності діалогу, а також у відповідь на явну дурницю або помилкову інформацію.

## Застосування
- Фізичні жести
  - Піднесення долоні до обличчя.
  - Піднесення обличчя до долонь.
- Письмове використання

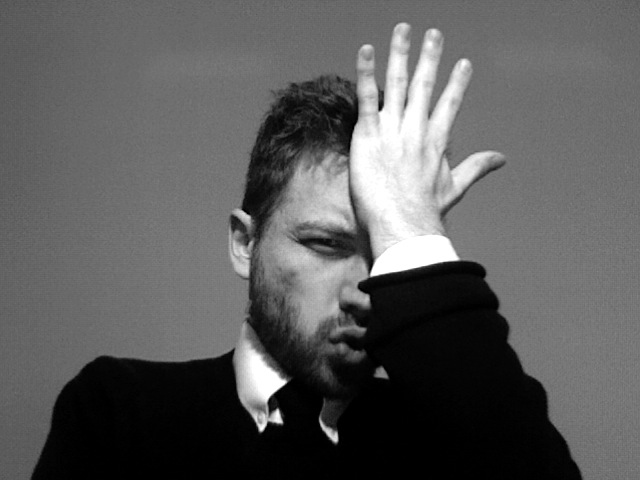
Жест Facepalm як вираз розчарування

  - В основному, жест використовується у текстах повідомлень у Інтернеті, дуже часто пишеться як *facepalm*, або смайли /о та -_\, або використовується зображення. Іноді замість зображення наводиться тільки його назва: «facepalm.jpg»[4].

Одним з ранніх прикладів його використання в онлайні є посилання на відомі фотографії моделі Джима Хорна, використання яких і стало інтернет-мемом.
Прикладом його використання у популярній культурі є телевізійний серіал «Зоряний шлях. Наступне покоління», де Жан-Люк Пікар не раз висловлює невіру, використовуючи цей жест (він узятий з 13-й серії 3-го сезону під назвою «Дежа К'ю»).